# Holidays
Holidays je americký povídkový filmový horor z roku 2016. Obsahuje osm povídek od různých režisérů, jejichž společným tématem jsou svátky během jednoho kalendářního roku. Film byl premiérově promítán 14. dubna 2016 na Tribeca Film Festivalu a následující den, 15. dubna, byl zveřejněn na VOD platformách. Dne 22. dubna 2016 jej v omezené distribuci uvedla do amerických kin společnost Vertical Entertainment ve spolupráci s XYZ Films. V zahraničí byl snímek uveden v kinodistribuci rovněž pouze omezeně, takže zahraniční tržby dosáhly pouze 56 tisíc dolarů.

## Povídky
Valentine's Day
- scénář a režie: Kevin Kölsch a Dennis Widmyer
- hrají: Madeleine Coghlan, Savannah Kennick, Rick Peters, Britain Simons

St. Patrick's Day
- scénář a režie: Gary Shore
- hrají: Ruth Bradley, Peter Campion, Isolt McCaffrey

Easter
- scénář a režie: Nicholas McCarthy
- hrají: Ava Acres, Petra Wright, Mark Steger

Mother's Day
- scénář a režie: Sarah Adina Smith
- hrají: Sophie Traub, Aleksa Palladino, Sheila Vand, Jennifer Lafleur, Sonja Kinski

Father's Day
- scénář a režie: Anthony Scott Burns
- hrají: Jocelin Donahue, Michael Gross, Jana Karan

Halloween
- scénář a režie: Kevin Smith
- hrají: Ashley Greene, Olivia Roush, Harley Quinn Smith, Harley Morenstein, Shelby Kemper

Christmas
- scénář a režie: Scott Stewart
- hrají: Seth Green, Clare Grant, Kalos Cluff, John C. Johnson, Shawn Parsons, Michael Sun Lee, Wes Robertson, Karina Noelle, Scott Stewart, Richard DiLorenzo

New Year's Eve
- scénář: Kevin Kölsch a Dennis Widmyer
- režie: Adam Egypt Mortimer
- hrají: Lorenza Izzo, Andrew Bowen, Megan Duffy